# Madeira Island Open 2012
Het Madeira Island Open is een jaarlijks golftoernooi dat al sinds 1993 op de agenda staat van de Europese PGA Tour. In 2012 wordt het toernooi gespeeld van 10-13 mei op de Santo da Serra Golf Club op Porto Santo, een klein eiland ongeveer 43 km ten noordoosten van het eiland Madeira.
Er zijn drie redenen waarom dit toernooi minder populair is bij spelers uit de hoge categorieën, waardoor meer spelers uit de lagere categorieën de kans krijgen om mee te doen. Ten eerste is het financieel gezien na het Saint-Omer Open het kleinste toernooi van het seizoen. Ten tweede zijn er geen rechtstreekse vluchten waardoor de reis soms een extra dag kost en ten derde is de week hierna altijd een groot toernooi waar ze liever spelen. Vijf Nederlandse spelers zitten in categorie 11B, een 'lage' categorie aangezien ze hun speelrecht kregen via de Tourschool, zij zullen deze week kunnen spelen. In de 'hogere' categorie zitten voormalige Tour-winnaars (cat.1-3), geïnviteerde spelers (cat.4), de top-118 van het voorgaande jaar (cat.8), spelers van de regionale rangorde (cat. 5) en de top-10 van de Challenge Tour van het voorgaande jaar (ca.10). Als er dan nog plaatsen open zijn komen spelers uit categorie 11 e.v. aan de beurt. In 2011 kwamen zelfs spelers uit categorie 16 aan de beurt.  De overwinning geeft twee jaar speelrecht op de Tour, zoals Robert-Jan Derksen in 2005 ondervond.
De baan is een ontwerp van de in 2011 overleden Severiano Ballesteros.

## Verslag
De par van de baan is 72.

### Ronde 1
Tommy Fleetwood startte vroeg en werd met een score van -6 clubhouse leader. Anderhalf uur later kwam Morten Orum Madsen met dezelfde score binnen, beiden  hadden zeven birdies en een bogey gemaakt. Bij de spelers van de middaggroep waren ook nog drie spelers die -6 binnenbrachten, maar Alvaro Velasco maakte een ronde van -8 en ging aan de leiding.
Ricardo Santos was met -4  de beste Portugees, zijn broer Hugo, met wie hij de World Cup speelde, maakte +1.

### Ronde 2

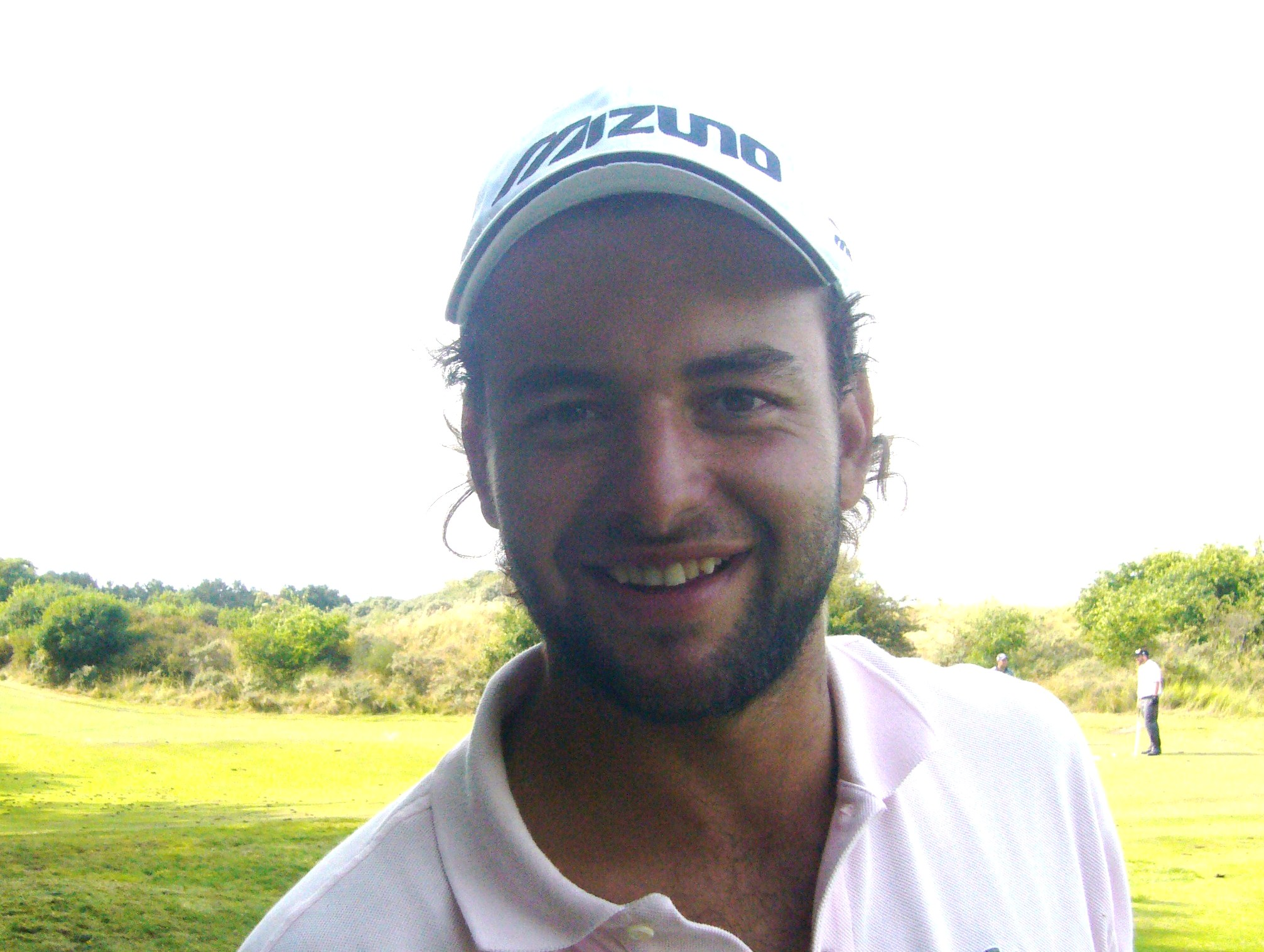
Carlos Del Moral maakte een ronde van 63

Joakim Lagergren en Magnus A. Carlsson maakten tijdens de ochtendronde wederom een ronde van -6, en met een totaalscore van -12 stonden zij daarna samen aan de leiding totdat Oliver Wilson de leiding overnam. Tim Sluiter stond na twaalf holes op 4 onder par maar eindigde op 71. Maarten Lafeber moest de laatste zes holes onder par spelen om de cut te halen. Hij maakte op hole 17 een birdie en doet het weekend nog mee.

### Ronde 3
Het toernooirecord werd verbroken door Carlos Del Moral die een ronde van -9 maakte en aan de leiding ging. De twee Nederlanders die nog meededen, hadden een slechte ronde en staan nu onderaan het scorebord.

### Ronde 4
Ricardo Santos, die vorig jaar nog op de Challenge Tour speelde, en nu als rookie aan dit seizoen begonnen is, heeft in Madeira voor eigen publiek gewonnen. De laatste ronde begon hij met een prettige voorsprong, die bouwde hij uit en ten slotte eindigde hij in stijl met een birdie.
- Leaderboard

| Naam               | Score R1 | Score R1 | Nr   | Score R2 | Score R2 | Totaal | Nr  | Score R3 | Score R3 | Totaal | Nr  | Score R4 | Score R4 | Totaal | Nr  |
| ------------------ | -------- | -------- | ---- | -------- | -------- | ------ | --- | -------- | -------- | ------ | --- | -------- | -------- | ------ | --- |
| Ricardo Santos     | 68       | -4       | T14  | 67       | -5       | -9     | T6  | 68       | -4       | -13    | T3  | 63       | -9       | -22    | 1   |
| Magnus A. Carlsson | 66       | -6       | T2   | 66       | -6       | -12    | T2  | 71       | -1       | -13    | T3  | 67       | -5       | -18    | 2   |
| Andreas Hartø      | 67       | -5       | T8   | 71       | -1       | -6     | T4  | 66       | -6       | -12    | T7  | 67       | -5       | -17    | 3   |
| Carlos Del Moral   | 69       | -3       | T21  | 67       | -5       | -8     | T10 | 63       | -9       | -17    | 1   | 73       | +1       | -16    | T4  |
| Joakim Lagergren   | 66       | -6       | T2   | 66       | -6       | -12    | T2  | 70       | -2       | -14    | 2   | 70       | -2       | -16    | T4  |
| Mikael Lundberg    | 69       | -3       | T21  | 70       | -2       | -5     | T34 | 64       | -8       | -13    | T3  | 69       | -3       | -16    | T4  |
| Oliver Wilson      | 66       | -6       | T2   | 65       | -7       | -13    | 1   | 72       | par      | -13    | T3  | 69       | -3       | -16    | T4  |
| Sihwan Kim         | 68       | -4       | T14  | 66       | -6       | -10    | 5   | 70       | -2       | -12    | T7  | 71       | -1       | -13    | T11 |
| Richard Bland      | 68       | -4       | T14  | 67       | -5       | -9     | T6  | 69       | -3       | -12    | T7  | 71       | -1       | -13    | T11 |
| Morten Orum Madsen | 66       | -6       | T2   | 69       | -3       | -9     | T6  | 74       | +2       | -7     | T31 | 66       | -6       | -13    | T11 |
| Andy Sullivan      | 68       | -4       | T14  | 64       | -8       | -12    | T2  | 76       | +4       | -8     | T22 | 66       | -6       | -12    | T17 |
| Charlie Ford       | 67       | -5       | T8   | 68       | -4       | -9     | T6  | 70       | -2       | -11    | T10 | 71       | -1       | -12    | T17 |
| Matthew Baldwin    | 67       | -5       | T8   | 70       | -2       | -7     | T16 | 69       | -3       | -10    | T12 | 71       | -1       | -11    | T22 |
| Alvaro Velasco     | 64       | -8       | 1    | 72       | par      | -8     | T10 | 72       | par      | -8     | T22 | 71       | -1       | -9     | T28 |
| Tommy Fleetwood    | 66       | -6       | T2   | 70       | -2       | -8     | T10 | 72       | par      | -8     | T22 | 76       | +4       | -4     | T51 |
| Tim Sluiter        | 69       | -3       | T21  | 71       | -1       | -4     | T41 | 80       | +8       | +4     | T70 | 68       | -4       | par    | T65 |
| Maarten Lafeber    | 71       | -1       | T61  | 70       | -2       | -3     | T50 | 77       | +5       | +2     | T69 | 74       | +2       | +4     | T70 |
| Wil Besseling      | 74       | +2       | T119 | 73       | +1       | +3     | MC  |          |          |        |     |          |          |        |     |
| Pierre Relecom     | 71       | -1       | T60  | 76       | +4       | +3     | MC  |          |          |        |     |          |          |        |     |
| Reinier Saxton     | 72       | par      | T88  | 76       | +4       | +4     | MC  |          |          |        |     |          |          |        |     |
| Taco Remkes        | 72       | par      | T88  | 76       | +4       | +4     | MC  |          |          |        |     |          |          |        |     |

| Leider |  | Toernooirecord |  | MC = missed cut = cut gemist |  | DQ = disqualified |

## De spelers
| - Warren Abery - Antti Ahokas - Bjørn Åkesson - Byeong-hun An - Phillip Archer - HP Bacher - Matthew Baldwin - Benn Barham - Sion E. Bebb - Seve Benson - Adrien Bernadet - Wil Besseling - Richard Bland - Knut Børsheim - Michiel Bothma - Christophe Brazillier - Markus Brier - Daniel Brooks - Sebastian Buhl - Guillaume Cambis - Jorge Campillo - Magnus A. Carlsson - Baptiste Chapellan - Robert Coles - Federico Colombo - Stuart Davis - Carlos Del Moral - François Delamontagne - Daniel Denison - Robert Dinwiddie - David Dixon - Chris Doak - Stephen Dodd - Agustin Domingo - Edouard Dubois - Paul Dwyer - Rafa Echenique - Pelle Edberg - Jamie Elson - Klas Eriksson - Martin Erlandsson | - Tyrone Ferreira - Thomas Feyrsinger - Darren Fichardt - Tommy Fleetwood - Charlie Ford - Matt Ford - Chris Gane - Jordi García - Daniel Gaunt - Adam Gee - Jordan Gibb - Emiliano Grillo - Julien Guerrier - Peter Gustafsson - Alex Haindl - Anders Schmidt Hansen - Joachim B Hansen - Andreas Hartø - James Heath - Benjamin Hebert - Fredrik Henge - Gary Houston - Sam Hutsby - Lasse Jensen - Steven Jeppesen - Andrew Johnston - Roope Kakko - Shiv Kapur - Lloyd Kennedy - Maximilian Kieffer - Sihwan Kim - Espen Kofstad - Maarten Lafeber - Joakim Lagergren - Craig Lee - José-Filipe Lima - Sam Little - Chris Lloyd - Michaël Lorenzo-Vera - Jean-François Lucquin - Mikael Lundberg | - Callum Macaulay - Morten Orum Madsen - Andrew Marshall - Andrew McArthur - Francis McGuirk - Jamie McLeary - Nicolas Meitinger - Colm Moriarty - Jamie Moul - Åke Nilsson - Matthew Nixon - Thomas Nørret - Steven O'Hara - Gary Orr - Adrian Otaegui - Chris Paisley - Ben Parker - Andrew Parr - John Parry - Andrea Perrino - Scott Pinckney - Florian Praegant - Phillip Price - Raul Quiros - Pierre Relecom - Taco Remkes - Bernd Ritthammer - Victor Riu - Raymond Russell - Charles-Edouard Russo - Lloyd Saltman - Ricardo Santos - Reinier Saxton - Tim Sluiter - Anthony Snobeck - Matthew Southgate - Roland Steiner - Scott Strange - Andy Sullivan - Alessandro Tadini - Andrew Tampion | - Simon Thornton - Steven Tiley - Mark Tullo - Alvaro Velasco - Simon Wakefield - Sam Walker - Johan Wahlqvist - Justin Walters - Steve Webster - Olly Whiteley - Oliver Wilson Voormalige winnaars - Alastair Forsyth (2008) - Daniel Vancsik (2007) - Bradley Dredge (2003) - Niclas Fasth (2000) - Jarmo Sandelin (1996) - Santiago Luna (1995) Invitatie - Dara Ford (homepro) - Tyrrell Hatton - Edgar Rodrigues (Palheiro Golf) - Borja Etchart - Pedro Oriol - Matteo Delpodio - Marco Crespi - Nick Dougherty - Carl Suneson - Scott Drummond Regionale spelers - Antonio Rosado - Nuno Henriques - Tiago Cruz - António Sobrinho - Hugo Santos - Elidio Costa Amateurs - João Carlota - Gonçalo Pinto |

reserve:  (cat. 16-32)

## Trivia
- Van 1993 t/m 2006 werd het toernooi Maderia Island Open genoemd, sindsdien Madeira Islands Open.
- Zie ook  Europese PGA Tour 2012